# سونگ سون می
سونگ سون می (کره‌ای: 송선미؛ زادهٔ ۱۳ سپتامبر ۱۹۷۴) بازیگر اهل کره جنوبی است. او در مجموعه‌های تلویزیونی قصر خون: جنگ گل‌ها، دوشیزه کره و آلارم عشق ایفای نقش کرده‌است.

## تئاتر
| سال       | عنوان         | نقش         |
| --------- | ------------- | ----------- |
| ۲۰۰۹      | برگرد و برو   | چه هی جو    |
| ۲۰۱۱      | اتاق آبی      |             |
| ۲۰۱۲–۲۰۱۳ | آنجا          | جونگ        |
| ۲۰۲۲–۲۰۲۳ | نقاشان معدنچی | هلن ساترلند |

## کتاب
| سال  | عنوان                            | ناشر        | شابک               |
| ---- | -------------------------------- | ----------- | ------------------ |
| ۲۰۰۹ | پوست دوست‌داشتنی توسط سونگ سون می | Sallim Life | شابک ‎۹۷۸۸۹۵۲۲۱۳۱۰۵ |